# 빛의 시네마
《빛의 시네마》(영어: Empire of Light)는 2022년 개봉한 로맨스 드라마 영화이다. 샘 멘데스가 감독과 각본을 맡았다. 1980년대 초 영국의 한 해안 마을을 배경으로 한 이 영화는 격동의 시대에 인간관계의 힘을 다룬다. 올리비아 콜먼, 마이클 워드, 모니카 돌란, 톰 브룩, 타냐 무디, 한나 온슬로우, 크리스탈 클라크, 토비 존스, 콜린 퍼스가 출연한다.

## 줄거리
1980년대 초 영국 해안 마을을 배경으로, '엠파이어 시네마'에서 근무하는 힐러리 스몰의 이야기가 펼쳐진다. 그녀는 조울증을 앓고 있으며, 유부남인 상사 도널드와 부적절한 관계를 맺고 있다. 어느 날, 흑인 청년 스티븐이 극장에 새로 들어오고, 힐러리는 그에게 매력을 느낀다. 둘은 폐쇄된 극장 위층에서 함께 시간을 보내며 가까워진다.
스티븐이 다른 직원과 어울리자 힐러리는 질투심을 느끼고, 새해 전날 충동적으로 그에게 키스한다. 이를 계기로 두 사람은 육체적인 관계를 시작하고, 힐러리는 도널드와의 관계를 정리한 뒤 기쁨에 겨워 약 복용을 중단한다. 하지만 스티븐이 인종차별적 괴롭힘을 당하는 모습을 목격하고, 그가 겪는 고통을 알게 되면서 그녀는 불안해진다. 함께 해변에서 시간을 보내던 중, 스티븐은 자신의 첫사랑에 대해 이야기하고 힐러리에게 과거를 묻지만, 그녀는 갑자기 불안 증세를 보이며 분노를 터뜨린다.
동료 직원은 힐러리의 정신 질환을 스티븐에게 경고하고, 결국 두 사람은 관계를 끝내기로 한다. 극장에서는 영화 '불의 전차'의 지역 시사회가 열리고, 힐러리는 행사장에서 이상한 행동을 보이며 도널드와의 불륜 사실을 폭로한다. 결국 힐러리의 정신 상태는 악화되어 병원에 재입원하게 된다. 시간이 흘러 힐러리가 퇴원하고 극장에 복귀하는 동안, 스티븐은 극장 영사기사와 일하며 새로운 출발을 준비한다. 그는 병원에서 만났던 첫사랑과 다시 연애를 시작한다.
힐러리는 다시 극장으로 돌아오지만, 인종차별주의자들에게 공격받은 스티븐은 병원에 입원한다. 힐러리는 처음엔 스티븐을 피하지만, 극장 영사기사의 조언을 듣고 그의 곁을 지킨다. 스티븐의 어머니는 힐러리가 스티븐을 행복하게 만든다고 말한다. 힐러리는 극장으로 돌아와 영화를 보며 평온을 찾는다. 하지만 스티븐은 대학으로 돌아가기로 결정하고 힐러리와 작별을 고한다. 두 사람은 공원에서 마지막으로 만나 책을 주고받으며 헤어지고, 스티븐은 기차 안에서 그 책을 읽으며 새로운 시작을 향해 떠난다.

## 출연진
- 올리비아 콜먼 - 힐러리 스몰 역
- 마이클 워드 - 스티븐 머리 역
- 콜린 퍼스 - 도널드 엘리스 역
- 토비 존스 - 노먼 역
- 톰 브룩 - 닐 역
- 태니아 무디 - 델리아 머리 역
- 해나 온즐로 - 저닌 역
- 크리스털 클라크 - 루비 역
- 모니카 돌런 - 로즈메리 베이츠 역
- 세라 스튜어트 - 브렌다 엘리스 역
- 론 쿡 - 쿠퍼 씨 역
- 저스틴 에드워즈 - 짐 부스 역
- 제이미 화이틀로 - 숀 역